# Лео Болгадо
Лео Болгадо (порт. Léo Bolgado, нар. 20 серпня 1998, Куяба) — бразильський футболіст, захисник румунського клубу «ЧФР Клуж». Виступав також за низку португальських клубів. Володар Кубка Румунії.

## Ігрова кар'єра
Лео Болгадо народився 1998 року в місті Куяба. Розпочав грати у футбол у юнацькій команді клубу «Крузейро», пізніше перебрався до Португалії, де грав за юнацькі команди клубів «Академіка» (Коїмбра) та «Коїмбра». У 2020 році «Коїмбра» віддала молодого бразильця в оренду до клубу «Алверка», а з наступного року Болгадо грав у оренді в клубі «Лейшойнш». З 2022 до 2023 року футболіст грав у оренді в клубі «Каза Піа».
У 2023 році Лео Болгадо знову, цього разу на правах постійного контракту, став гравцем клубу «Лейшойнш». У 2024 році бразильський захисник перейшов до румунського клубу «ЧФР Клуж». У складі команди в сезоні 2024—2025 років футболіст став володарем Кубка Румунії.

## Титули і досягнення
- Володар Кубка Румунії (1):

«ЧФР Клуж»: 2024–2025